# Cartoon Network
Cartoon Network é um canal norte-americano de televisão por assinatura de rede de propriedade da Warner Bros. Discovery Networks, de propriedade da Warner Bros. Discovery, que vai ao ar principalmente com  programação animada. O canal foi lançado em 1 de outubro de 1992, depois que Turner comprou o estúdio de animação com desenhos de Hanna-Barbera em 1991. Foi criado para transmitir por 24 horas para as propriedades de animação clássicos das bibliotecas Turner Broadcasting. O canal também transmite uma variedade de programas, que vão de animações com ação à comédia. As séries originais começaram em 1992 com Space Ghost Costa a Costa, juntamente com desenhos animados como Cow and Chicken, Dexter's Laboratory, The Powerpuff Girls, Johnny Bravo, Ed, Edd n Eddy, Coragem, o Cão Covarde, Tom e Jerry, Looney Tunes, Pet Alien e Pecola. Eles faziam parte de Desenhos Incríveis - O Show.

## História
Em 9 de agosto de 1986, o conglomerado de televisão por assinatura de Ted Turner adquiriu a biblioteca de filmes e de televisão da MGM de 1986, os direitos da biblioteca da RKO Radio Pictures, o catálogo da Associated Artists Productions, longas e curtas-metragens da Warner Bros de 1950, e o desenho animado Popeye, produzido por Fleischer Studios e Famous Studios para a Paramount Pictures.
Em 8 de outubro de 1988, o seu canal a cabo Turner Network Television foi lançado e ganhou uma audiência graças à sua biblioteca de filmes. Em 1990, contratou o estúdio de animação Hanna-Barbera, para produzir Tom & Jerry Kids e no ano seguinte, comprou a Hanna-Barbera e a biblioteca anterior a 1991 da Ruby Spears, fundada nos anos 1970 por ex-funcionários da HB. O primeiro programa que o Cartoon Network transmitiu, foi o Bugs Bunny, de 1946. Até o momento, tinha uma biblioteca de 8.500 horas de desenhos animados, que incluíam MGM Cartoons (Barney Bear, Droopy, Tom and Jerry, Happy Harmonies, entre outros), Hanna-Barbera, curtas coloridos dos Looney Tunes e Merrie Melodies que foram lançados antes de agosto de 1948 e curtas Popeye produzidos pela Fleischer Studios e Famous Studios para Paramount Pictures.
Em 1993, a Turner Broadcasting System fundou o Cartoon Network Brasil para exibir seus programas no Brasil.
Em 1996, a Turner Network Television se fundiu com a Time Warner, aumentando o acervo de curtas dos Looney Tunes e Merrie Melodies.
Em 20 de outubro de 2007, o canal é transmitido em alta definição de 1080i.
Em 2008, o canal anuncia o lançamento do The Cartoonstitute, um bloco de programação criado por Rob Scorcher, com Craig McCracken, como produtor executivo, e com Rob Renzetti, como produtor supervisor. Era parecido com um outro programa que produziu 150 animações em 20 meses, o Desenhos Incríveis - O Show. No dia 20 de setembro, o programa Toonami saiu do ar, já com 11 anos no canal. A partir 25 de maio de 2008, o Cartoon Network começou a exibir curtas-metragens animados, chamados "Wedgies", para preencher um espaço de tempo, entre dois programas. Em 14 de julho, a rede mudou seu tema para um criado por Tristan Eaton, que teve seus efeitos de animação da Crew972. Com um fundo de tela branco, o tema tinha vários personagens, sem rosto, chamados Noods, que eram baseados no personagem Munny, um brinquedo. Às vezes, o logotipo era “estilizado” com cores diferentes do preto e branco, de acordo com o programa.
Em junho de 2009, o canal estreou o CN Real, um bloco de programação com séries em live-action, como The Othersiders, Survive This, BrainRush, Destrói Constrói Destrói, e Cara, o que Aconteceria?.
Em 2010, o Cartoon Network anunciou 4 novas séries originais, incluindo Ben 10: Supremacia Alienígena, Mutante Rex, Mad e Titã Simbiônico. junto também com a estreia do Hora de Aventura. (que originalmente iria ser transmitido na Nickelodeon graças ao Piloto. porém, como a mesma recusou a exibição do episódio, o desenho foi transfrerido para o CN, ganhando mais destaque.)
Em 2011, o Cartoon Network anunciou 14 novas séries, incluindo The Problem Solverz, O Show de Looney Tunes, Secret Mountain Fort Awesome, Level Up, Tower Prep, Lanterna Verde: A Série Animada, Dragões: Pilotos de Berk, O Incrível Mundo de Gumball, Drama Total: A Vingança da Ilha, ThunderCats, Ninjago: Mestres do Spinjitzu, e Ben 10: Omniverse. Anunciou também o CN Nation, com personagens protagonistas heróis. No dia 13 de junho, estreia o Almost Naked Animals, uma série de animação criada por Noah Z. Jones, a mesma criadora da série Fish Hooks, do Disney Channel.
Depois de anunciar dois novos programas em "live-action" como História Fora do Normal e Tower Prep, em que ambos foram cancelados após suas primeiras temporadas, o Cartoon Network adquiriu o game show, Hole in the Wall (originalmente exibido na Fox). Até o final de 2011, esse programa Hole in the Wall, e os dois programas Destrói Constrói Destrói e Cara, o que Aconteceria?, foram retirados da programação. Em 2012, o Cartoon Network adquiriu os direitos para exibir A Laranja Irritante, uma famosa web-série do YouTube.
Em 18 de março de 2012, Cartoon Network transmite seu primeiro documentário Speak Up, uma campanha antiassédio com uma aparição especial do ex-presidente Barack Obama. Em 28 de abril de 2013, o canal transmite o documentário da meia hora CNN The Bully Effect, contando a história de um adolescente, Alex Libby, e sua luta contra o bullying.
Para comemorar o vigésimo aniversário do Cartoon Network, programa Cartoon Planet dos desenhos animados é reiniciado em 30 de março de 2012, a transmitir desenhos que datam do final dos anos 1990 e no início de 2000.
Em 2012, Cartoon Network anuncia nova série para a 2013, incluindo Incredible Crew (série que foi cancelada); Os Jovens Titãs em Ação, Titio Avô, Steven Universo (primeira série criado por uma mulher), I Heart Tuesdays, Clarêncio, o Otimista, Drama Total: Só Estrelas, Grojband, A Sombra do Batman, O Show de Tom e Jerry, The Legend of Chima, Scooby-Doo! Mistério, S/A., Johnny Test, Beyblade Metal Fury, Almost Naked Animals, Esquilo Tranquilo, especial de As Meninas Superpoderosas em 20 de janeiro de 2014.
Em 7 de dezembro de 2013, foi lançado a versão em Português (Portugal) o Cartoon Network Portugal.
O Segredo Além do Jardim, foi exibido a partir de 8 de novembro de 2014. Em 26 de julho, Ursos sem Curso;
Em 5 de dezembro de 2015, Vida Longa à Realeza.
Em 9 de abril de 2016, As Meninas Superpoderosas (2016); Em 29 de setembro, Poderosas Magiespadas e em outubro de 2016, Ben 10 (2016).

## Identidades visuais do canal

### Era Checkerboard (1992-1996)

Logotipo original do Cartoon Network, usado a partir de 3 de outubro de 1992 até 19 de junho de 2004. Ainda em uso como o logotipo da produção Cartoon Network Studios, e como forma de dentes de cartões na produção em Adult Swim. Uma variação dos mesmos tendo sido utilizado em alguns pára-choques promocionais. Foi utilizado nas eras Checkerboard e Powerhouse

O logotipo original do Cartoon Network, utilizado nos Estados Unidos, de 1 de outubro de 1992 a 14 de junho de 2004, e no Brasil, de 30 de abril de 1993 a 31 de dezembro de 2004. Nessa era do canal, havia quadrados em forma de xadrez em seus bumpers. Eles sempre se moviam, mudando o que tinham dentro (desde bolinhas pretas à latinhas de espinafre, que faziam lembrar claramente de que se tratava de Popeye). No final formavam a palavra "Cartoon Network".

### Era Powerhouse (1997-2004)
Nesta era, os tradicionais quadrados da antiga identidade foram deixados de lado e passaram a se focar em cenas de desenhos normais. Praticamente toda a identidade visual foi feita como se fosse um desenho animado. Obviamente, foram inseridos, em várias vinhetas, cenas estrelando os personagens dos desenhos exibidos pelo canal naquela época. O fundo das vinhetas sempre tinha uma cor predominante, geralmente cores fortes, e variavam de acordo com o horário e o tipo do programa (amarelo para os desenhos matutinos, verde para os desenhos exibidos à tarde e azul para a noite). O nome da era é por causa da melodia Powerhouse que era sempre tocada durante as vinhetas e chamadas do canal nos anos de 1990.

### Era City (2004-2008)

Segundo logotipo do Cartoon Network, usada em várias formas e estilos a partir de 19 de junho de 2004 a 19 de julho de 2008. Foi usado nas eras: City, Yes! e The Hives

Em 19 de junho de 2004 nos Estados Unidos, o canal reformulou seus bumpers para a imagem de uma cidade como se todos os cartoons
morassem juntos em um mesmo lugar. Mudou também seu logotipo que antes dizia "Cartoon Network" e passou a dizer apenas "CN". No Cartoon Network Latin America, que inclui o Cartoon Network Brasil, a Era "City" estreou em 1 de janeiro de 2005. A marca principal do início desta era foi a estreia, na semana seguinte, de A Mansão Foster para Amigos Imaginários.
No dia 23 de dezembro de 2006, após receber a noticía da morte de Joseph Barbera, o canal, em respeito, pôs uma homenagem a seu criador. Exibiu uma foto de Joseph em um fundo preto com a legenda: "Quando falamos de personagens como Scooby-Doo, The Flintstones, The Jetsons e Tom and Jerry, você só sente estes personagens quando está criando eles. A magia estava ali e funcionou. É uma coisa incrível, não acha?Sentiremos a sua falta".

### Era Noods/Toonix! (2008-2010)

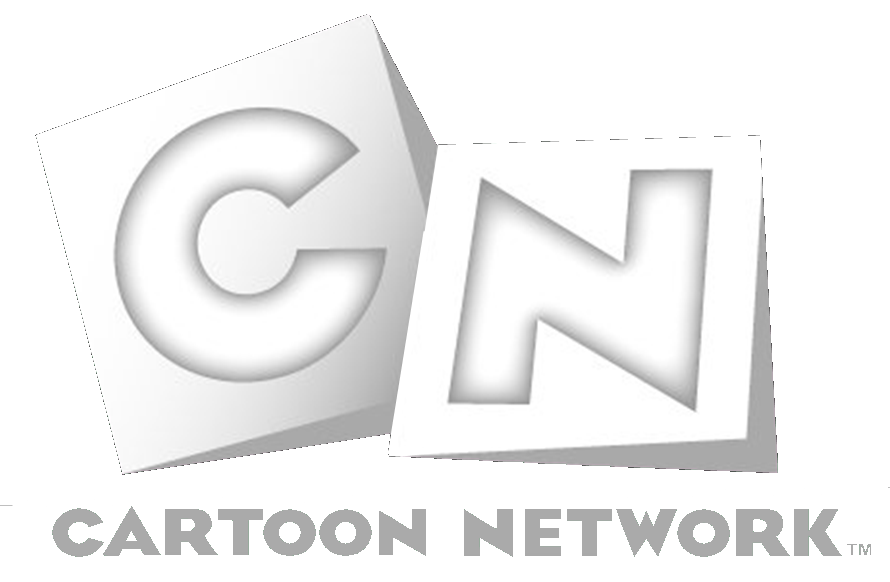
Logotipo usado da era Toonix! entre 6 de agosto de 2010 e 31 de dezembro de 2011.

Em 19 de julho de 2008, foi iniciada uma nova era no Cartoon Network. O plano de fundo branco, os personagens desta identidade visual, são chamados de Noods, um boneco de aparência semelhante a Munny do Kidrobot. Os Noods, por vezes, assumem a forma de personagens do CN, como Chowder ou Flapjack por exemplo e ainda podem mudar de cores.
Em 2 de Agosto de 2011, Cartoon Network América Latina passou a usar uma identidade visual idêntica aos Noods, porem os bonecos tem um formato diferente, similar a dos bonecos do site do canal, e são chamados de Toonix. Antes dessa era ser oficialmente lançada pelo Cartoon Network, entre a Copa do Mundo FIFA 2010 e a estreia da era, o canal exibiu algumas vinhetas envolvendo os Toonix num jogo de futebol.

### Era Check It! (2010-2016)

Logotipo usada pela primeira vez em 29 de maio de 2010. Utilizado nas eras Check It! e 3.0, 4.0, Dimensional, Reimagine o Seu Mundo e é utilizada na Pastel.

Em 29 de maio de 2010, o canal ganhou uma nova postura para que se aproxime também do público adolescente, devido a entrada de programas em live-action na programação, como História Fora do Normal. E como consequência, a marca foi renovada pela segunda vez. Ela continua enfatizando as letra C e N, mas os dois quadrados não tem mais a tridimensionalidade, o que acaba remetendo a 1.ª marca, que por sua vez reapareceu de forma indireta, em chamadas e vinhetas. A fonte dos dois logotipos pela primeira vez foi alterada; Ainda é idêntica a antiga, mas sem o pontiagudo de letras, como "A", "N" e "W"(na parte de baixo).

### Era Dimensional (2017-2022)
A quinta versão, nomeada de Dimensional, estreou nos EUA em 29 de maio de 2016, como uma versão reformulada da 4.0 especialmente pensada para o verão. No Brasil, esta versão estreou no dia 1 de janeiro de 2017.
Semelhante a Check It! esta versão utiliza novas técnicas inovadoras e mais coloridas, com algumas cenas mostradas em computação gráfica que contam com um estilo dimensional brilhante durante a transmissão das vinhetas e bumpers.

### Era Reimagine o Seu Mundo (2022-2023)
A era Reimagine o Seu Mundo (que também ficou conhecida como Redraw Your World em sua versão original) estreou nos EUA em novembro de 2021 e 1.º de abril de 2022 no Brasil, com um estilo em degradê e bumpers ilustrativos, mostrando vários personagens de seus programas em quadrados de xadrez, de um jeito similiar a era Checkerboard.

### Era Pastel (2023-presente)
O Cartoon Network estreou uma nova identidade visual. Chamada de "Pastel". Lançada em 2 de outubro de 2022 nos EUA, e 7 de novembro de 2023 na América Latina. A nova era apresenta cenas dos desenhos-animados do canal em tela dividida, além de apresentar uma nova paleta de cores, como rosa, verde e índigo.

## Canais e projetos relacionados

### Adult Swim

Logo de Adult Swim, utilizado em 2003.

Adult Swim (com variações de [adult swim] ou [as]) estreou em 2001, tem um caráter mais para jovens e adultos, com a série criada olhando para expandir seu público-alvo, com conteúdo adulto que alguns espectadores podem considerar inadequado para crianças e adolescentes com menos de 14 ou 16 anos, é transmitido todos os dias à noite.

### Boomerang

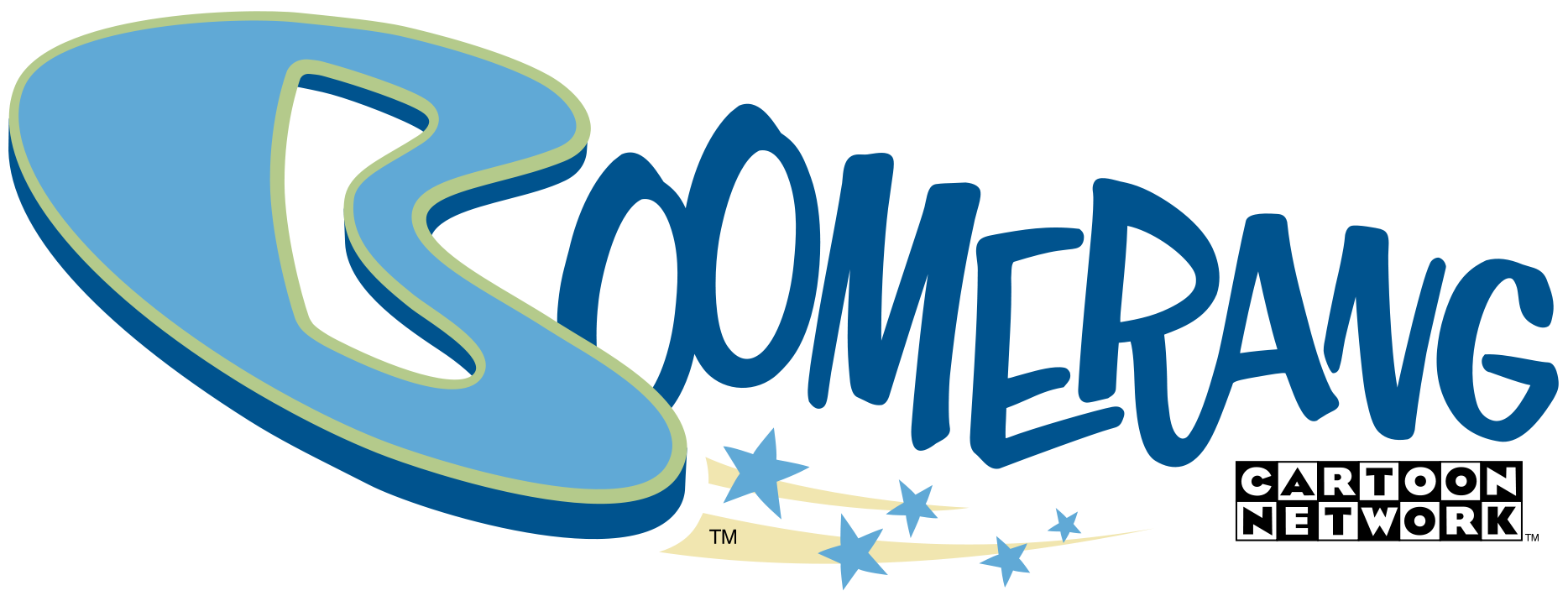
Logo anterior do canal, utilizado entre 2000 e 2005.

Boomerang foi um bloco, onde exibia desenhos clássicos da Hanna-Barbera, Warner Bros e MGM, este bloco foi removido do canal em 2000, mas foi lançado canal em seu nome. Boomerang continua emitindo desenhos clássicos e transmitindo desenhos atuais.

### Toonami

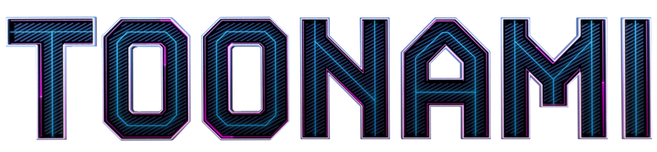
Logo de Toonami, utilizado em 2020.

Toonami é um bloco de animação atualmente no Adult Swim que fazia parte do Cartoon Network entre 1997 e 2008. Em 2012, retorna na programação, e em 2020 volta mais uma vez ao países da América latina Na época, a programação transmitia principalmente, nos canais do Cartoon Network pelo mundo todo, desenhos americanos e japoneses (anime). O nome é uma amálgama de Cartoon e Tsunami, sugerindo "um maremoto" de desenhos animados.

### Tooncast

Logo de Tooncast, utilizado desde 2008.

Tooncast é um canal infantil que exibe desenhos e chamadas originais do Cartoon Network que não são mais transmitidos no canal, além de clássicos da Warner Bros, Hanna-Barbera e outros estúdios. Foi fundado em 2008 após a reformulação do Boomerang, que na época havia deixado de exibir desenhos animados e passou a veicular séries adolescentes.
No Cartoon Network foi exibido um bloco chamado Tooncast all Stars, a fim de divulgar o canal.